# Jean-Baptiste Henri Durand-Brager
Pour les articles homonymes, voir Durand et Durand (nom de famille).
Jean-Baptiste Henri Durand-Brager, né à Dol-de-Bretagne le 21 mai 1814 et mort à Saint-Maurice le 25 avril 1879, est un peintre, graveur, illustrateur et photographe de guerre français.
Il est connu pour ses marines, ses paysages orientaux ainsi que ses photographies de la guerre de Crimée.

## Biographie
Jean-Baptiste Henri Durand-Brager effectue de nombreux voyages en Europe, en Algérie, le long des côtes atlantiques de l'Afrique avant d'entrer dans l'atelier d'Eugène Isabey. En 1840, il fait partie de l'expédition chargée de ramener les cendres de Napoléon. Rentré en France, il peint de nombreux tableaux de batailles navales (Combat de la frégate Niemen contre les frégates Aréthusa et Amethyst 1843), dont certains lui sont commandés par l'État (Bombardement de Mogador, Prise de l'île de Mogador, Combat naval devant la côte marocaine, 1845). Pendant la guerre de Crimée (1853-1855), il assiste au siège de Sébastopol, puis il participe à une expédition en mer Noire et à l'issue du conflit, il peint une Bataille de Sinope à la demande du tsar de Russie. Si les batailles navales (Bombardement de Shimonoseki 1869) et les marines constituent toujours une part importante de son œuvre, il réalise également des peintures ayant pour sujet les paysages de l'orient (Le Port de Trébizonde, Bateaux sur le Bosphore). 
Parallèlement à son activité de peintre, il s'intéresse également à la gravure ainsi qu'à l'illustration de livres ou de périodiques. Il eut pour élève le peintre Charles Euphrasie Kuwasseg ainsi qu'Edouard Adam. En 1863, il illustre l'ouvrage d'Arthur Mangin, Voyages et découvertes : outre-mer au XIXe siècle.
Durand-Brager s'intéresse également à la photographie. Dans les années 1850, il va en Crimée pendant la guerre avec la Russie et il est l'un des quinze photographes, dont Felice Beato, Roger Fenton et James Robertson, à avoir photographié le conflit,,.
Plus tard, il retourne à Constantinople, où il photographie les paysages, les monuments et la population.
Il meurt en France à Saint-Maurice le 25 avril 1879.

## Œuvres

Tableaux et gravures de Jean-Baptiste Henri Durand-Brager
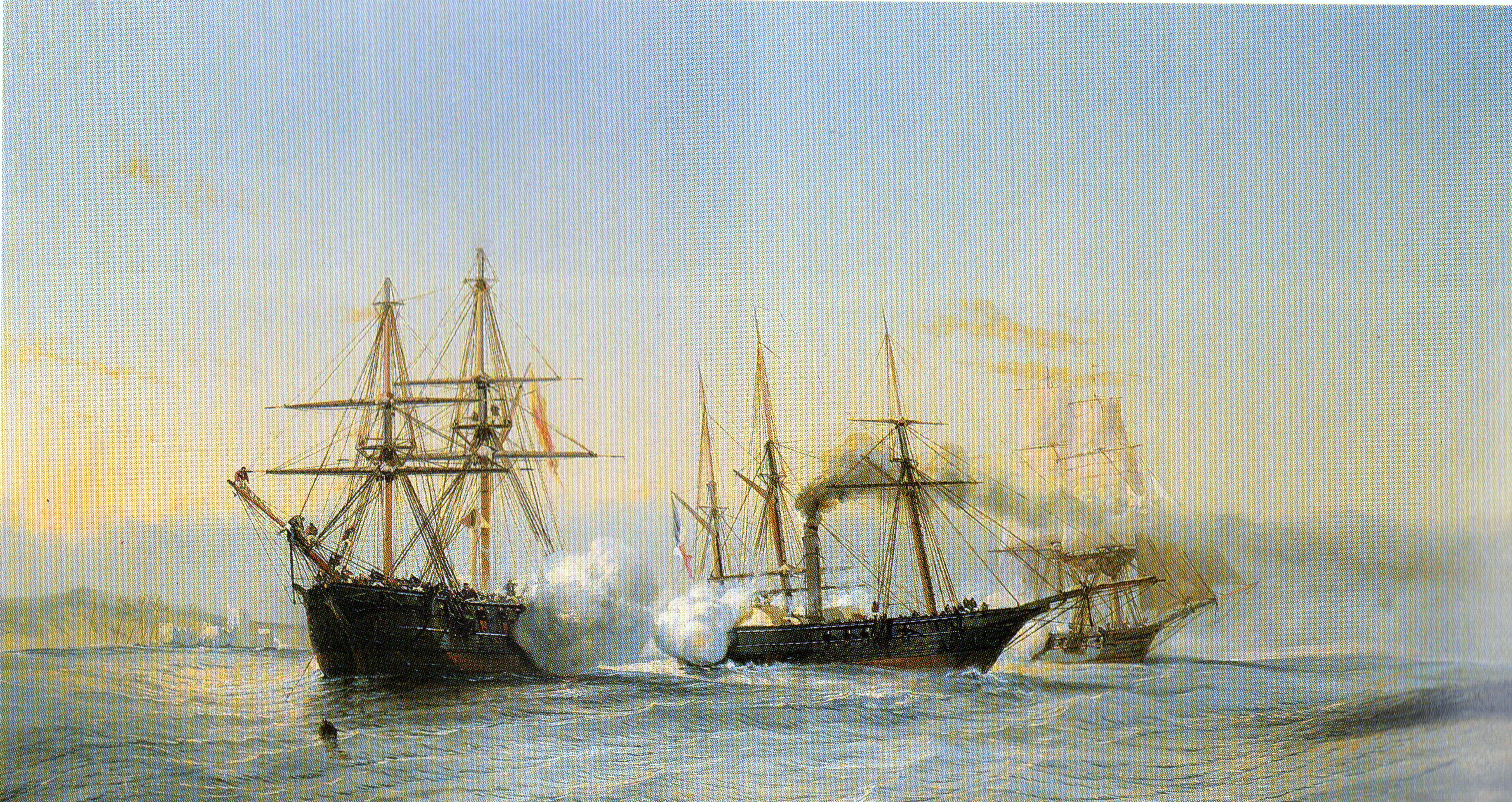
Combat naval devant la côte marocaine, huile sur toile, vers 1845, localisation inconnue.
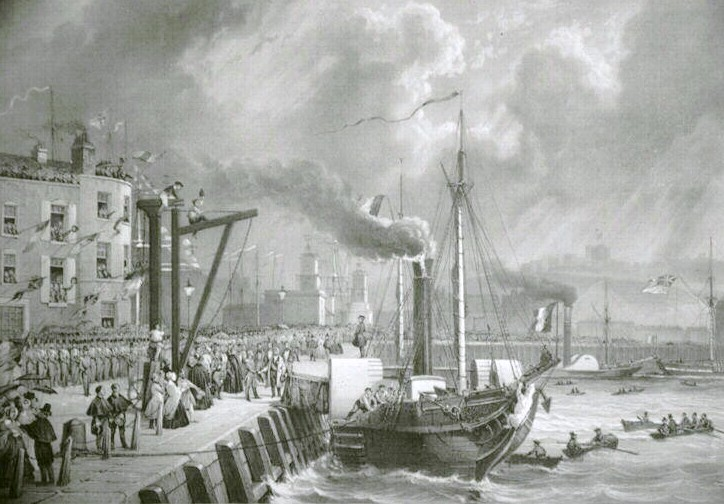
Embarquement à Douvres, 1846, lithographie.
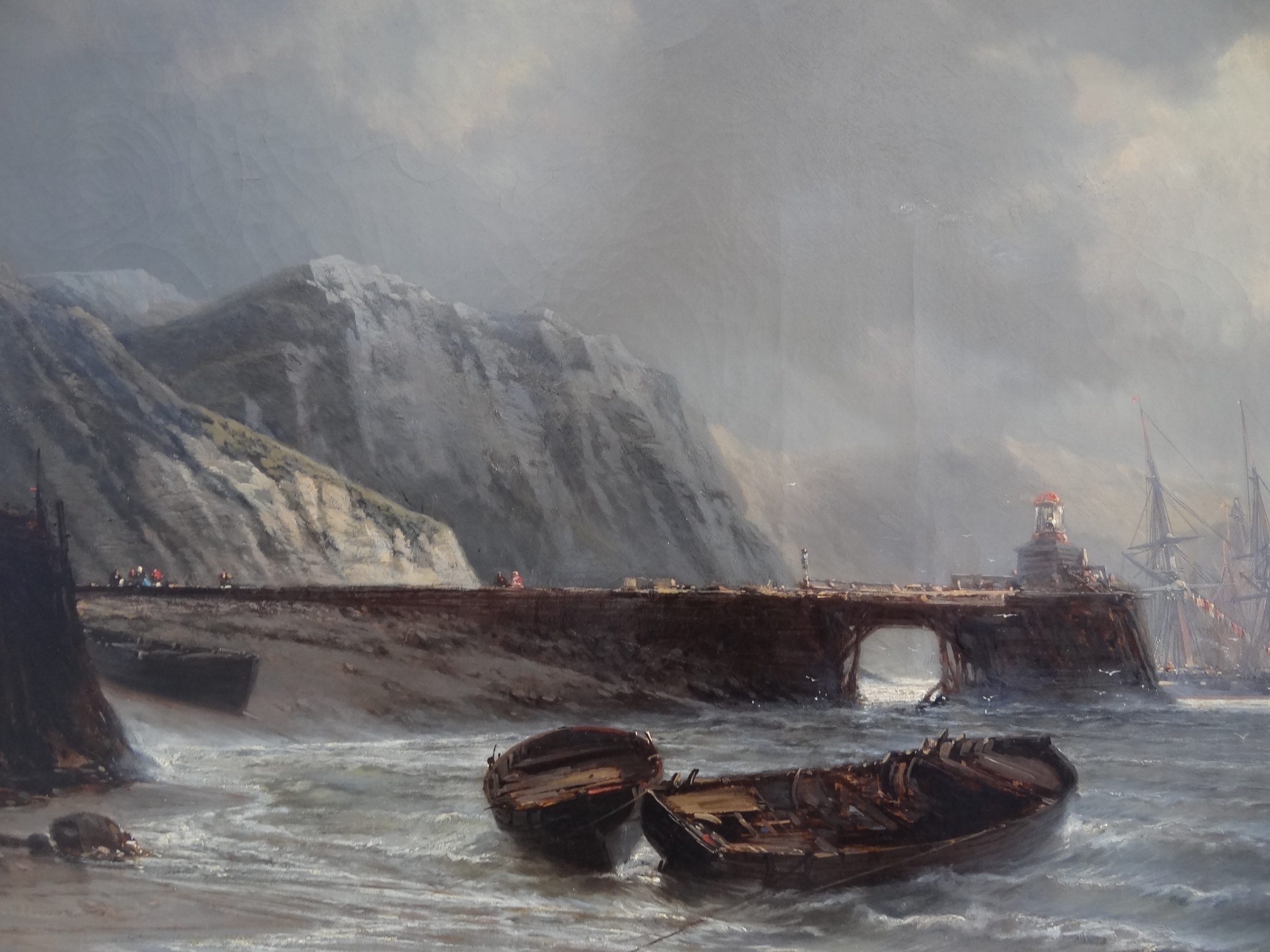
Marine, 1860, localisation inconnue, œuvre non sourcée.
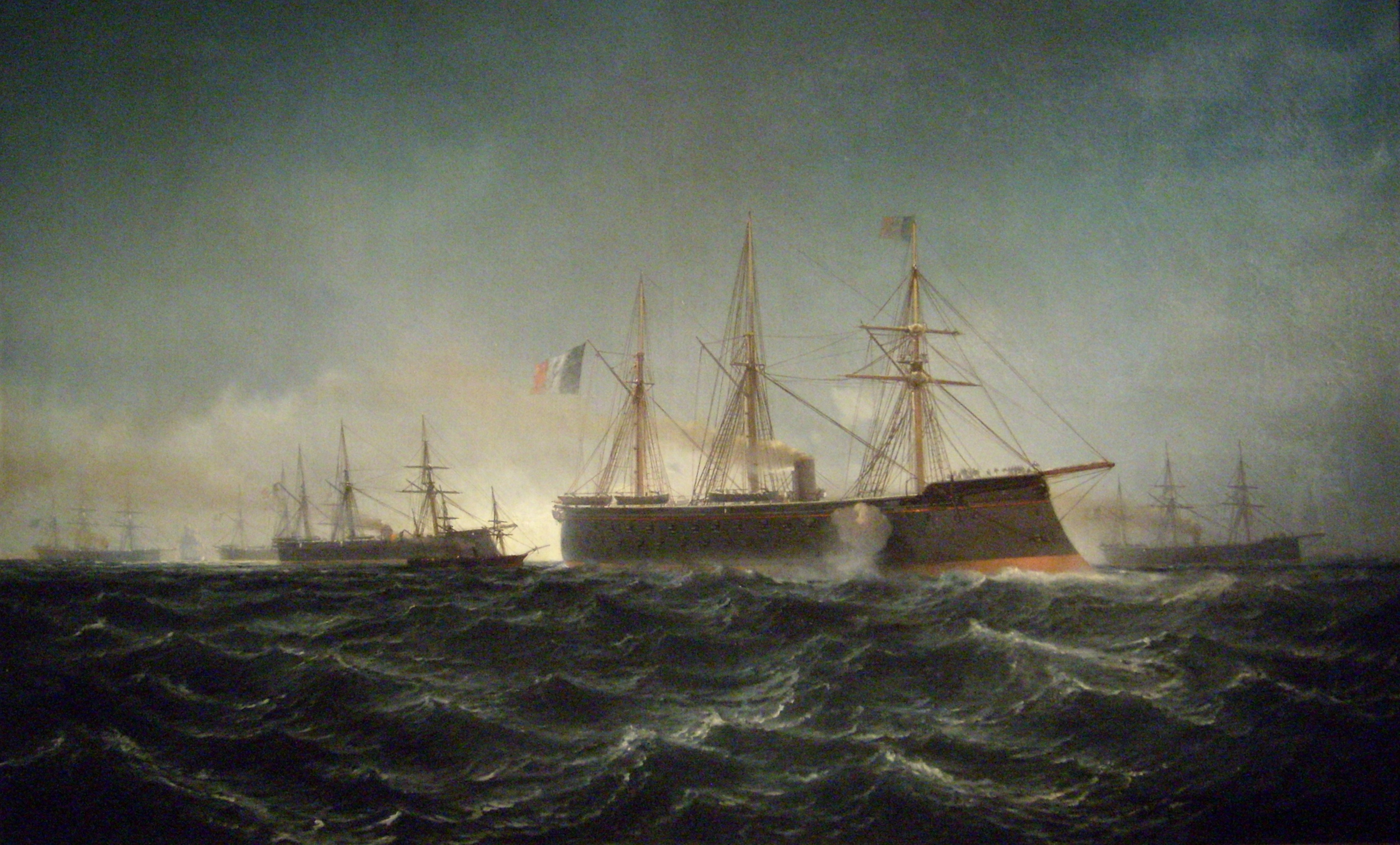
Le Magenta, huile sur toile, 1864, Musée Thomas-Henry, Cherbourg-en-Cotentin.
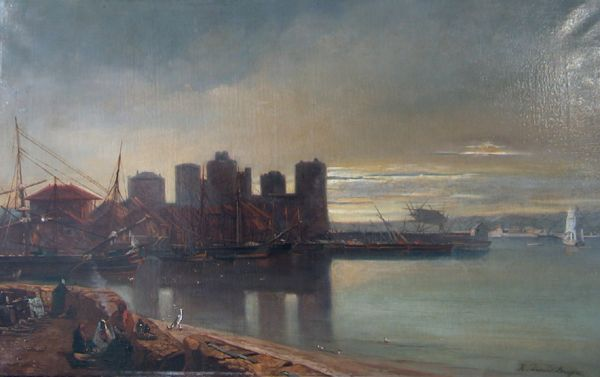
Le Port de Trébizonde, huile sur toile, localisation inconnue.
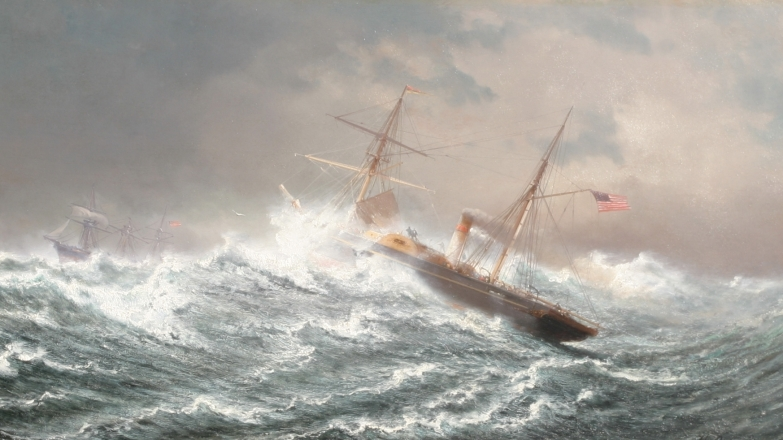
Le Bateau à roues américain De Ruyter à la rescousse, huile sur toile, 1873, localisation inconnue.

### Ouvrages

#### Auteur et illustrateur
- Sainte-Hélène. Translation du cercueil de l'empereur Napoléon à bord de la frégate "la Belle-Poule". Histoire et vues pittoresques de tous les sites de l'île se rattachant au "Mémorial de Sainte-Hélène" et à l'expédition de S. A. R. le prince de Joinville, Paris, Gide, 1844, 55 p.
- Quatre mois de l'expédition de Garibaldi en Sicile et en Italie, Paris, E. Dentu, 1861, III-205 p. (Lire en ligne).
- avec de Champreux : Deux mois de campagne en Italie, Paris, E. Dentu, 1867, 250 p.

#### Illustrateur
- Arthur Mangin, Voyages et découvertes outre-mer au XIXe siècle - Illustrations par Durand-Brager, Tours, Mame et Cie, 1863, 528 p. (Lire en ligne).

réédition en 1875 et en 1880.

## Collections
- Bibliothèque nationale de France, Paris[5].